# Шталльбаумер, Роза
Роза Шталльбаумер (Хоффман) (нем. Rosa Stallbaumer (Hoffman); 30 ноября 1897, Зиллиан, Тироль — 23 ноября 1942, концлагерь Освенцим, Верхняя Силезия) — член австрийского Сопротивления во время Второй мировой войны. Ее имя внесено в памятник Освобождения на площади Эдуарда Вальнёфера в Инсбруке.

## Биография
Родилась 30 ноября 1897 года в Зиллиан-Арнбахе, Тироль, Австрия. Была женой товарища по австрийскому сопротивлению Антона Шталльбаумера (1888–1962), который до войны зарабатывал на жизнь грузовыми перевозками различных товаров.
После аннексии Австрии нацистской Германией 12 марта 1938 года (также известной как аншлюс) Роза Шталльбаумер и ее муж стали активными участниками австрийского движения Сопротивления, скрывая евреев, которые стали объектами нацистских преследований во время Холокоста, прежде чем также помочь им бежать из Вены в Италию через регион Восточный Тироль в Австрии.
В 1942 году местные жители, симпатизировавшие нацистам, донесли местным властям о Розе и ее муже, и они были арестованы гестапо. Вскоре после ареста ее мужа и нескольких других членов их ячейки сопротивления Роза Шталльбаумер также была взята под стражу. Осужденные вместе с четырьмя другими членами отряда сопротивления 26 июня 1942 года, Шталльбаумеры были отправлены в нацистский концлагерь в Дахау. Согласно записям Дахау, Антон Шталльбаумер прибыл в концлагерь 10 октября 1942 года, был обозначен как «Schutzhäftling» и получил номер заключенного «289406». Термин «Schutzhäftling», примерно переводимый как «подвергнутый аресту в целях безопасности», был эвфемизмом, используемым нацистами для описания политических заключенных или других лиц, которых они считали угрозой Третьему рейху, содержащихся в заключении без суда. В этих записях также задокументировано, что Антон Шталльбаумер проживал в Зиллиане во время того, как его взяли гестапо и был уроженцем Зиллиан, который родился там 18 мая 1888 года.
Две их дочери в возрасте 9 и 14 лет, которые уже пережили травму потери родителей, были насильственно разлучены друг с другом и отправлены в разные нацистские лагеря перевоспитания. Затем нацистские чиновники отправили Розу Шталльбаумер в концлагерь в Освенциме, гарантируя, что она и ее муж останутся разлученными на время их заключения. Антон смог пережить свое длительное и тяжелое заключение и в конце концов был освобожден из Дахау 14 декабря 1943 года, а Роза — нет.
Роза Шталльбаумер погибла в Освенциме 23 ноября 1942 года. Хотя нацистские официальные лица уведомили ее мужа о ее смерти, они не предоставили никаких подробностей об обстоятельствах ее смерти.

## Судьба семьи
Дочери Розы и Антона Шталльбаумер в конечном итоге были освобождены из отдельных лагерей перевоспитания, а младшая передана на попечение словенскому фермеру (согласно заявлениям, сделанным позже ее старшей сестрой Анной-Луизой). Затем они были возвращены под опеку своего отца, которому было разрешено вернуться в Австрию после его освобождения из Дахау в декабре 1943 года после отбытия наказания и уплаты штрафов, связанных с этим приговором.
Только после воссоединения с отцом они узнали о смерти матери в Освенциме. Сообщается, что в рамках усилий по восстановлению своей семьи Антон Шталльбаумер снова женился. Пережив свою первую жену Розу Шталльбаумер (Хоффман) на два десятилетия, он умер в Зиллиане, Австрия, 20 октября 1962 года.
По словам автора Гизелы Хормайр, автора книги 2017 года «Если бы я хотя бы могла попрощаться с вами», когда Луиза Рейдер (Шталльбаумер) размышляла о своей жизни, она отметила, что последние воспоминания, которые у нее были о своих родителях, были об аресте ее отца в мае 1942 года и о том, как два дня спустя она провела время со своей матерью на праздновании Дня матери.